# Церковь Святого Георгия (Любек)
Церковь Святого Георгия в Любеке (нем. St. Georg) — протестантская церковь в районе Генин города Любек (Шлезвиг-Гольштейн); бывшая деревенская церковь, относившаяся к капитулу Любекского собора и впервые упоминавшаяся в документе от 1286 года, была расширена в XV веке; в период Реформации, в 1561 году, епископ Эберхард фон Холле гарантировал проведение католических служб в здании — до смерти пастора Лоренца Брюнингка в 1584 году храм оставался католическим. В 1719 году готический алтарь был заменен современным алтарем в стиле барокко; в 1973—1978 годах церковь была отреставрирована и перепланирована, была восстановлена оригинальная роспись, а в 1977 году был приобретен новый орган. Сегодня является храмом при кладбище Генина.